# Ларин, Евгений Степанович
Евгений Степанович Ларин (1926—2020) — русский советский писатель, поэт, прозаик, журналист и краевед. Член Союза писателей СССР (1984) и Союза журналистов СССР (1959). Лауреат Премии имени М. И. Ульяновой Союза журналистов СССР. Почётный гражданин города Димитровграда (1998).

## Биография
Родился 30 октября 1926 года в селе Верхняя Якушка, Новомалыклинского района Ульяновской области. 
С 1943 года призван в ряды РККА, после окончании школы снайперов участник Великой Отечественной войны на Прибалтийском фронте, в период войны начал публиковаться в газетах «Во славу Родины» и «Сын Отечества». С 1944 по 1947 год после окончания Тульского пехотного училища служил в частях Московского военного округа. С 1947 по 1950 год обучался в Мелекесском педагогическом училище. С 1950 по 1953 год работал учителем Радищевской районной школы. С 1953 по 1980 год работал в должностях корреспондента, литературного сотрудника, заместителя редактора и редактора газеты «Знамя коммунизма». без отрыва от основной деятельности он закончил заочное отделение Ульяновского педагогического института.
В 1959 году избран членом Союза журналистов СССР (с 1992 года — Союза писателей России),  в 1984 году стал членом Союза писателей СССР. Являлся так же членом Бюро Ульяновской писательской организации Союза писателей России и Димитровградского писательского объединения «Слово». Первое стихотворение Ларина было опубликовано в 1940 году в районной газете «Большевистская правда». Стихи и рассказы Ларина публиковались в альманахе «Литературный Ульяновск», газетах «Ульяновский комсомолец» и «Ульяновская правда», где в 1956 году вышел его первый сборник стихов для детей «Таня и кот». В 1958 году под эгидой Ульяновского книжного издательства вышел второй сборник детских стихов под названием «Первый урок». В 1961 году вышел сборник детских сказок «Нужда научит». Произведения Ларина, в числе которых были сборники, книги и литературные сценарии публиковались в городской газете «Димитровград» и литературно-художественном журнале «Черемшан». Большинство произведений Е. С. Ларина переведены на украинский, чувашский и татарский языки
Е. С. Ларин — лауреат Премии имени М. И. Ульяновой Союза журналистов СССР.
В 1998 году «За заслуги перед городом Димитровградом» Евгений Степанович Ларин был удостоен почётного звания — Почётный гражданин города Димитровграда.
Скончался 20 декабря 2020 года в Ульяновске.

### Публикации
- Грозы над Русью : отрывок из поэмы  / сост. Е. С. Ларин // Мономах. – № 1. – 1997 г. — С. 42–43.
- Лицом к лицу : документ. повесть  / сост. Е. С. Ларин // Черемшан. – 1998 г. — С. 10–37, С. 72–94, С. 50–64
- Цветы сердца : сто лепестков из «Книги любви» : стихи  / сост. Е. С. Ларин // Черемшан. № 5–6. – 1999 г. — С. 111–136
- Дневник сердца : зарубки памяти : стихи  / сост. Е. С. Ларин // Черемшан.– № 7–8. – 1999 г. — С. 110–137
- Родник сердца : эхо музыки души : стихи  / сост. Е. С. Ларин // Черемшан.  – № 10–11. – 1999 г. — С. 76–103
- Снова в строй : поэма  / сост. Е. С. Ларин // Черемшан. № 1–2. – 2000 г. — С. 115–146.
- Две музы : поэма  / сост. Е. С. Ларин // Черемшан. – 2000 г. – № 3–4. – С. 3–15
- Вечный поклон : стихи  / сост. Е. С. Ларин // Черемшан. – № 5. – 2000 г. — С. 10–19
- Е.С. Арина : мелекесская поэма  / сост. Е. С. Ларин // Черемшан. – № 2. – 2001 г. — С. 47–92
- «Что с нами случилось?» : многозначительная поэма  / сост. Е. С. Ларин // Черемшан. № 1–3. – 2002 г. — С. 86–92.
- Богиня: античная поэма : стихи  / сост. Е. С. Ларин // Черемшан. – № 4–6. – 2002 г. — С. 10–16, С. 91–99.
- История : стихи  / сост. Е. С. Ларин // Карамзинский сад : лит.-худож. альманах. – Ульяновск, № 1(12). - 2008 г. — С. 21–22.
- Опалённые строки. Память: поэма : стихи  / сост. Е. С. Ларин // Это наша Победа : сб. произведений о Великой Отечественной войне авторов Ульяновска и Ульяновской области. – Ульяновск, 2010 г. — С. 24–30.
- Опалённые строки : стихи  / сост. Е. С. Ларин // Мономах. № 1. – 2010 г. — С. 4
- Певец степного Заволжья  / сост. Е. С. Ларин // Карамзинский сад : лит.-худож. альманах. – Ульяновск, № 1 (19). - 2011 г. — С. 61–73.
- Девушка в шинели : поэма  / сост. Е. С. Ларин // Симбирскъ : лит. прилож. к газ. «Ульяновская правда». № 1. – 2013 г. — С. 6–13
- Подборка стихотворений  / сост. Е. С. Ларин // Ульяновская словесность : начало XXI века : антология. – Ульяновск, 2015 г. — С.42–45
- Подборка стихотворений  / сост. Е. С. Ларин // Симбирская пристань: сборник произведений членов Ульяновского регионального отделения Союза писателей России / сост. И. Таранов; гл. ред. А. Лайков. — Ульяновк ; Тамбов, 2019 г. — С. 147-156

## Награды
- Орден Отечественной войны II степени[5]
- Премия имени М. И. Ульяновой Союза журналистов СССР[2]
- Почётный гражданин города Димитровграда (1998[5])
- Диплом МГИК (2007 — «за участие в Международном конкурсе детской и юношеской художественной литературы имени А. Н. Толстого»[2])